# Konteradmiral
Konteradmiral ist ein militärischer Dienstgrad der Marine.

## Namensbedeutung
Die Bezeichnung Konteradmiral ist die deutsche Entsprechung des französischen Contre-amiral. Ursprünglich wurde das französische contre verwendet, was zum 1. Januar 1899 offiziell als Konter eingedeutscht wurde. Der Admiral als Befehlshaber einer Flotte fuhr in der Regel in der Mitte des Verbandes. Sein erster Stellvertreter, der Vizeadmiral, unterstützte ihn an der Spitze des Verbandes, während ihm am Ende ein Konteradmiral zur Seite stand. Wenn der Verband gegen (frz.: contre) die ursprüngliche Richtung operierte, befand sich der Konteradmiral an der Spitze.
In den anglophonen Seestreitkräften wird der Rang analog als rear admiral bezeichnet, abgeleitet von seiner rückwärtigen Position am Ende (englisch rear) der Flotte. Im Niederländischen hatte der Konteradmiral zunächst die Bezeichnung Schout-bij-nacht, diese Bezeichnung ging als Lehnwort auch in die dänisch-norwegische und schwedische Marine ein (auch in die russische Marine), ehe sie dort ab 1771 durch eine dem Konteradmiral ähnlich lautende Bezeichnung ersetzt wurde.

## Historische Verwendung

### Reichsflotte
In der Reichsflotte des entstehenden Deutschen Reiches von 1848/1849 gab es einen Konteradmiral: Der Reichsverweser beförderte am 23. November 1849 den Befehlshaber Karl Rudolf Brommy zum Konteradmiral.

### K. u. k. Kriegsmarine (Österreich-Ungarn)
Bei der k.u.k. Kriegsmarine lautete die Bezeichnung, abgeleitet aus dem Französischen, „Kontreadmiral“.

### Kriegsmarine (1935–1945)
| Dienstgrad           |                             |                    |
| niedriger: Kommodore | Konteradmiral(Generalmajor) | höher: Vizeadmiral |

### Volksmarine (DDR)
Der Konteradmiral war in der Volksmarine der DDR der niedrigste Dienstgrad im Admiralsrang und vergleichbar dem Einsterngeneralsrang (NATO-Rangcode OF-6). Er entsprach dem Generalmajor der NVA.
Das Dienstgradabzeichen bestand aus Schulterstücken mit marineblauem Untergrund und darauf einer geflochtenen gold-silbernen Schnur, auf der ein fünfeckiger silberfarbener Generalsstern angebracht war.
Das Ärmelabzeichen bestand aus einem breiten gelbfarbigen Streifen und einem weiteren einfachen Streifen. Darüber war ein fünfzackiger Stern angebracht, in dessen Inneren sich das Wappen der DDR befand. Im Unterschied zu allen übrigen deutschen Marinestreitkräften bedeckten die Ärmelabzeichen nur zu ca. 40 % den Ärmelumfang.
Die Admiralskragenspiegel zeigten eine goldfarbene Ranke, die am unteren Ende einen Winkel von 90° aufwies. Das Mützenabzeichen entsprach dem des Konteradmirals der Deutschen Marine.
| Dienstgrad                 |                             |                    |
| niedriger: Kapitän zur See | Konteradmiral(Generalmajor) | höher: Vizeadmiral |

## Gegenwärtige Verwendung

### Deutsche Marine
Der Konteradmiral ist einer der Dienstgrade der Bundeswehr für Marineuniformträger. Gesetzliche Grundlage ist die Anordnung des Bundespräsidenten über die Dienstgradbezeichnungen und die Uniform der Soldaten und das Soldatengesetz.

#### Dienststellungen
Der Konteradmiral wird zumeist als Stellvertretender Befehlshaber oder Stellvertretender Abteilungsleiter im Bundesministerium der Verteidigung, aber auch in vielen anderen Admiralsverwendungen eingesetzt.

#### Anrede
In der Zentralrichtlinie A2-2630/0-0-3 „Militärische Formen und Feiern der Bundeswehr“ (ehemals ZDv 10/8) wird die Anrede aller Marineuniformträger (außer der entsprechenden Sanitätsoffiziere) aus der Dienstgradgruppe der Generale mit „Herr Admiral“ festgesetzt.

#### Dienstgradabzeichen
Die Dienstgradabzeichen des Konteradmirals zeigen einen handbreiten, darüber einen mittelbreiten Ärmelstreifen auf beiden Unterärmeln.

#### Sonstiges
Die Dienstgradbezeichnung ranggleicher Luftwaffen- und Heeresuniformträger lautet Generalmajor. Hinsichtlich Befehlsbefugnis, Ernennung, Sold, den nach- und übergeordneten Dienstgraden sind Konteradmirale und Generalmajore gleichgestellt.
| Offizierdienstgrad |                                                                   |                                                                            |
| Niedrigerer Dienstgrad |                                                                   | Höherer Dienstgrad                                                         |
| Brigadegeneral Flottillenadmiral Generalarzt Generalapotheker Admiralarzt                                                       | Generalmajor Konteradmiral Generalstabsarzt n.v. Admiralstabsarzt | Generalleutnant Vizeadmiral Generaloberstabsarzt n.v. Admiraloberstabsarzt |
| Dienstgradgruppe: Mannschaften – Unteroffiziere o.P. – Unteroffiziere m.P. – Leutnante – Hauptleute – Stabsoffiziere – Generale |                                                                   |                                                                            |

### Streitkräfte und andere Organisationen der Vereinigten Staaten

USN Rear Admiral (lh)
USCG Rear Admiral (lh)
NOAA Rear Admiral (lh)
PHS Rear Admiral (lh)
USN Rear Admiral (uh)
USCG Rear Admiral (uh)
NOAA Rear Admiral (uh)
PHS Rear Admiral (uh)

Die US Navy, die US Coast Guard, sowie die uniformierten Korps des United States Public Health Service (PHS) und der National Oceanic and Atmospheric Administration (NOAA) unterscheiden zwei vergleichbare Dienstgrade. Zum einen den Rear Admiral (lower half) (NATO-Rangcode OF-6, entspricht dem deutschen Flottillenadmiral) und andererseits den Rear Admiral (upper half), der dem deutschen Konteradmiral (OF-7) entspricht. Die Anrede ist bei beiden Dienstgraden Rear Admiral. Im Schriftverkehr ist die Listenabkürzung für den Rear Admiral (lh) „RDML“ und für den Rear Admiral (uh) „RADM“. Ausgeschrieben wird dem Rear Admiral jeweils ein (lh) oder (uh) nachgestellt, um ihre Seniorität zu belegen. In der US-Marine entspricht der Rear Admiral (upper half) dem Rang eines Generalmajors der United States Army bzw. der United States Air Force.
Diese Praxis wurde im späten 19. Jahrhundert begründet, als die Rear Admirals der US Navy auf der Beförderungsliste eine Seniorität bekamen. Erst seit 1862 gab es in der US Navy den Dienstgrad Rear Admiral. Später wurden während des Bürgerkriegs auch ein einzelner Vice Admiral und ein einzelner Admiral ernannt, doch nach einmalige Neubesetzung der mit diesen Dienstgraden verbundenen Dienstposten wurden keine weiteren Vice Admirals und Admirals ernannt. Es gab bis 1915 (als erstmals wieder Vice Admirals und Admirals ernannt wurden) in der US Navy effektiv nur einen einzigen Admiralsdienstgrad, den Rear Admiral. Obwohl alle den gleichen Rang hatten („2-Sterne-Admiral“), wurden die Rear Admirals auf der oberen Hälfte der Beförderungsliste (upper half) höher besoldet. 1943 wurde der Dienstgrad des Commodore für die Dauer des Zweiten Weltkrieges wieder eingeführt und 1952 formell wieder abgeschafft. Mit dem Defence Officer Personnel Management Act von 1982 lebte der Dienstgrad unter der neuen Bezeichnung Commodore Admiral wieder auf und füllte nun die Rangebene OF-6 aus. Schon 1983 wurde der Dienstgrad wieder in Commodore abgeändert, um dann 1986 erneut geändert zu werden. Er lautet seitdem Rear Admiral (lower half).
Rear Admiral (uh) ist der höchste Dienstgrad, zu dem ein Offizier der vorgenannten Organisationen der Vereinigten Staaten regulär befördert werden kann. Für alle höheren Dienstposten muss der Offizier vom Präsidenten nominiert und vom Senat mit einfacher Mehrheit bestätigt werden. Im NOAA Commissioned Officer Corps ist der Rear Amiral normalerweise der höchste Dienstgrad und wird vom Director des NOAA Commissioned Officer Corps getragen. Eine Beförderung zum Vice Admiral ist die Ausnahme und bisher nur zweimal erfolgt.